# Pietro Boetto
Pietro Boetto, S.J. (Vigone, 19 de mayo de 1871 — Génova, 31 de enero de 1946) fue un cardenal, arzobispo y antifascista italiano. Durante el período del Holocausto en Génova jugó un papel clave en las operaciones de asistencia a los judíos perseguidos.

## Biografía
Pietro nació en Vigone, hijo de Antonio Boetto y Caterina Anghilano, tuvo dos hermanos y tres hermanas. Fue confirmado, en 1883, por Mons. Filippo Chiesa, obispo de Piloro.  Boetto asistió al seminario diocesano de Giaveno desde 1884, y luego de cuatro años fue aceptado en la Compañía de Jesús en 1888, entrando al noviciado de Chieri el 1 de febrero de ese año. Tomó sus primeros votos el 8 de septiembre de 1890, siendo en 1901, ordenado subdiácono (28 de julio), diácono  (29 de julio), y finalmente el 30 de julio, sacerdote por el obispo Emiliano Manacorda.
También en Chieri estudió un año de Humanidades (1980-1981) y tres años de Filosofía (1981-1984). Entre 1898 y 1902 estudió Teología.
Una vez ordenado sacerdote, tenía grandes aspiraciones de marchar como misionero a Alaska, donde trabajaban varios sacerdotes de su provincia, con los que mantenía correspondencia. Pero esa no era la intención de sus superiores, que en 1902 lo enviaron a Génova, donde se desempeñó como profesor y luego rector del colegio jesuita de esa ciudad hasta 1904.
Tomó sus votos perpetuos como jesuita el 2 de febrero de 1906. El 1 de noviembre de 1916 Boetto fue nombrado provincial de la Provincia jesuita de Turín. Entre 1919 y 1920 fue a España para servir como Visitador de las provincias jesuitas de Aragón y más tarde de Castilla (1920-1921). También se desempeñó como procurador general de la Compañía de Jesús (1921-1928), provincial de la Provincia Romana (1928-1930), y ssistente de la Asistencia Italiana (1930-1935).
En el consistorio del 16 de diciembre de 1935 fue creado Cardenal diácono San Ángel en la Pesquería. Permaneció dos años en Roma como cardenal de la curia El 17 de marzo de 1938, fue nombrado Arzobispo de Génova, en reemplazo del fallecido del cardenal Carlo Minoretti. Su diaconía de S. Ángel en la Pesquería fue elevada a título presbiteral, el 18 de marzo, un día después de su nombramiento como arzobispo. Recibió su consagración episcopal el 24 de abril, de manos del cardenal Gennaro Granito Pignatelli di Belmonte.
Boetto fue uno de los cardenales electores que participaron en el cónclave de 1939, que eligió al Papa Pío XII. Durante la Segunda Guerra Mundial, fue un firme defensor de Génova y de sus ciudadanos. Protestó contra el bombardeo de la ciudad por buques de guerra británicos, asegurando que: «El Señor, [...] concederá un triunfo completo a nuestro amado país [Italia].». El 8 de diciembre de 1945 la ciudad de Génova le otorga la ciudadanía luego de que exhortara a las fueras del Eje que estaban rodeando la ciudad, a rendirse.
Boetto murió el 31 de enero de 1946 de un ataque cardíaco, a las 1:30 en su residencia episcopal, a la edad de 74 años. Su misa de réquiem tuvo lugar cuatro días después, el 4 de febrero, oficiada por el obispo Pasquale Righetti en la catedral de San Lorenzo. El obispo auxiliar Giuseppe Siri fue el encargado de pronunciar la oración fúnebre. Boetto fue finalmente sepultado en una cripta cerca del altar mayor de dicha catedral en Génova.

Petrus Cardin. Boetto S.J., Achiep. Genuen. Civitatis Defensor
Inscripción en la cripta del cardenal.